# Max Glorie
Max Cyrille Désiré Louis Glorie (Nieuwkerke, 22 december 1885 - Brussel, 3 maart 1951) was een Belgisch volksvertegenwoordiger.

## Levensloop
Glorie promoveerde tot doctor in de rechten en vestigde zich als advocaat in Brussel. 
In 1919 werd hij verkozen tot liberaal volksvertegenwoordiger voor het arrondissement Ieper, een mandaat dat hij vervulde tot in 1921. In 1921 werd hij ook nog gemeenteraadslid van Ieper. In 1925 voerde hij opnieuw de lijst aan voor de wetgevende verkiezingen, maar werd niet meer verkozen.
Hij werd later arrondissementscommissaris in Brussel.
Van 1926 tot 1929 was hij voorzitter van de Nationale Bond van Vrije Mutualiteitsfederaties.